# Synclerostola gilvior
Synclerostola gilvior är en fjärilsart som beskrevs av Köhler 1967. Synclerostola gilvior ingår i släktet Synclerostola och familjen nattflyn. Inga underarter finns listade i Catalogue of Life.